# 5304 Bazhenov
5304 Bazhenov este un asteroid din centura principală de asteroizi.

## Descriere
5304 Bazhenov este un asteroid din centura principală de asteroizi. A fost descoperit pe 2 octombrie 1978 la Observatorul de Astrofizică din Crimeea de Liudmila Juravliova. El prezintă o orbită caracterizată de o semiaxă mare de 2,98 ua, o excentricitate de 0,07 și o înclinație de 9,0° în raport cu ecliptica.